# Pimelodus halisodous
Pimelodus halisodous är en fiskart som beskrevs av Ribeiro, Lucena och Paulo Henrique Franco Lucinda 2008. Pimelodus halisodous ingår i släktet Pimelodus och familjen Pimelodidae. Inga underarter finns listade i Catalogue of Life.